# Davis Lake Park
Davis Lake Park är en park i Kanada.   Den ligger i provinsen British Columbia, i den södra delen av landet, 3 500 km väster om huvudstaden Ottawa. Davis Lake Park ligger 279 meter över havet. Den ligger vid sjön Davis Lake.
Terrängen runt Davis Lake Park är kuperad österut, men västerut är den bergig. Runt Davis Lake Park är det mycket glesbefolkat, med 2 invånare per kvadratkilometer..
I omgivningarna runt Davis Lake Park växer i huvudsak barrskog.